# Giro di Romandia
Il Giro di Romandia (fr.: Tour de Romandie) è una corsa a tappe di ciclismo su strada maschile che si corre ogni anno nella Svizzera romanda, solitamente durante il mese di aprile.
La prima edizione si svolse nel 1947 come celebrazione del 50º anniversario dell'Unione Ciclistica Svizzera; nel 2005 la gara fu inserita nel calendario UCI ProTour, mentre nel 2009 e nel 2010 fece parte del calendario mondiale UCI, a sua volta sostituito, nel 2011, dall'UCI World Tour.

## Albo d'oro
Aggiornato all'edizione 2025.
| Anno | Vincitore                                    | Secondo                                      | Terzo                                        |
| ---- | -------------------------------------------- | -------------------------------------------- | -------------------------------------------- |
| 1947 | Désiré Keteleer                              | Gino Bartali                                 | Ferdi Kübler                                 |
| 1948 | Ferdi Kübler                                 | Jean Goldschmit                              | Mathias Clemens                              |
| 1949 | Gino Bartali                                 | Ferdi Kübler                                 | Settimio Simonini                            |
| 1950 | Edouard Fachleitner                          | Hugo Koblet                                  | Kléber Piot                                  |
| 1951 | Ferdi Kübler                                 | Hugo Koblet                                  | Fritz Schär                                  |
| 1952 | Wout Wagtmans                                | Hugo Koblet                                  | Raymond Impanis                              |
| 1953 | Hugo Koblet                                  | Pasquale Fornara                             | Louison Bobet                                |
| 1954 | Jean Forestier                               | Pasquale Fornara                             | Carlo Clerici                                |
| 1955 | René Strehler                                | Hugo Koblet                                  | Max Schellenberg                             |
| 1956 | Pasquale Fornara                             | Carlo Clerici                                | René Strehler                                |
| 1957 | Jean Forestier                               | Guido Carlesi                                | Hugo Koblet                                  |
| 1958 | Gilbert Bauvin                               | Pino Cerami                                  | Giovanni Pettinati                           |
| 1959 | Kurt Gimmi                                   | Rolf Graf                                    | Alfred Rüegg                                 |
| 1960 | Louis Rostollan                              | Édouard Delberghe                            | Jos Hoevenaers                               |
| 1961 | Louis Rostollan                              | Giuseppe Fezzardi                            | Imerio Massignan                             |
| 1962 | Guido De Rosso                               | Franco Cribiori                              | Joseph Novales                               |
| 1963 | Willy Bocklant                               | Federico Bahamontes                          | Guido De Rosso                               |
| 1964 | Rolf Maurer                                  | Huub Zilverberg                              | Gastone Nencini                              |
| 1965 | Vittorio Adorni                              | Rolf Maurer                                  | Robert Hagmann                               |
| 1966 | Gianni Motta                                 | Raymond Delisle                              | Rolf Maurer                                  |
| 1967 | Vittorio Adorni                              | Louis Pfenninger                             | Armand Desmet                                |
| 1968 | Eddy Merckx                                  | Raymond Delisle                              | Robert Hagmann                               |
| 1969 | Felice Gimondi                               | Vittorio Adorni                              | Antoon Houbrechts                            |
| 1970 | Gösta Pettersson                             | Davide Boifava                               | Joop Zoetemelk                               |
| 1971 | Gianni Motta                                 | Antonio Salutini                             | Willy Van Neste                              |
| 1972 | Bernard Thévenet                             | Lucien Van Impe                              | Raymond Delisle                              |
| 1973 | Wilfried David                               | Lucien Van Impe                              | Michel Pollentier                            |
| 1974 | Joop Zoetemelk                               | Wladimiro Panizza                            | Fedor den Hertog                             |
| 1975 | Francisco Galdós                             | Josef Fuchs                                  | Knut Knudsen                                 |
| 1976 | Johan De Muynck                              | Roger De Vlaeminck                           | Eddy Merckx                                  |
| 1977 | Gianbattista Baronchelli                     | Joop Zoetemelk                               | Knut Knudsen                                 |
| 1978 | Johan van der Velde                          | Hennie Kuiper                                | Johan De Muynck                              |
| 1979 | Giuseppe Saronni                             | Gianbattista Baronchelli                     | Henk Lubberding                              |
| 1980 | Bernard Hinault                              | Silvano Contini                              | Giuseppe Saronni                             |
| 1981 | Tommy Prim                                   | Giuseppe Saronni                             | Peter Winnen                                 |
| 1982 | Jostein Wilmann                              | Tommy Prim                                   | Silvano Contini                              |
| 1983 | Stephen Roche                                | Phil Anderson                                | Tommy Prim                                   |
| 1984 | Stephen Roche                                | Jean-Marie Grezet                            | Niki Rüttimann                               |
| 1985 | Jörg Müller                                  | Acácio da Silva                              | Tommy Prim                                   |
| 1986 | Claude Criquielion                           | Jean-François Bernard                        | Bruno Cornillet                              |
| 1987 | Stephen Roche                                | Jean-Claude Leclercq                         | Ronan Pensec                                 |
| 1988 | Gerard Veldscholten                          | Tony Rominger                                | Urs Zimmermann                               |
| 1989 | Phil Anderson                                | Gilles Delion                                | Robert Millar                                |
| 1990 | Charly Mottet                                | Robert Millar                                | Luc Roosen                                   |
| 1991 | Tony Rominger                                | Robert Millar                                | Mike Carter                                  |
| 1992 | Andrew Hampsten                              | Miguel Indurain                              | Charly Mottet                                |
| 1993 | Pascal Richard                               | Claudio Chiappucci                           | Andrew Hampsten                              |
| 1994 | Pascal Richard                               | Armand de Las Cuevas                         | Andrew Hampsten                              |
| 1995 | Tony Rominger                                | Pëtr Ugrjumov                                | Francesco Casagrande                         |
| 1996 | Abraham Olano                                | Oleksandr Hončenkov                          | Giuseppe Guerini                             |
| 1997 | Pavel Tonkov                                 | Chris Boardman                               | Beat Zberg                                   |
| 1998 | Laurent Dufaux                               | Alex Zülle                                   | Francesco Casagrande                         |
| 1999 | Laurent Jalabert                             | Beat Zberg                                   | Wladimir Belli                               |
| 2000 | Paolo Savoldelli                             | Joseba Beloki                                | Laurent Dufaux                               |
| 2001 | Dario Frigo                                  | Félix García Casas                           | Wladimir Belli                               |
| 2002 | Dario Frigo                                  | Alex Zülle                                   | Cadel Evans                                  |
| 2003 | Tyler Hamilton                               | Laurent Dufaux                               | Francisco Pérez                              |
| 2004 | Tyler Hamilton                               | Fabian Jeker                                 | Leonardo Piepoli                             |
| 2005 | Santiago Botero                              | Damiano Cunego                               | Denis Men'šov                                |
| 2006 | Cadel Evans                                  | Alberto Contador                             | Alejandro Valverde                           |
| 2007 | Thomas Dekker                                | Paolo Savoldelli                             | Andrej Kašečkin                              |
| 2008 | Andreas Klöden                               | Roman Kreuziger                              | Marco Pinotti                                |
| 2009 | Roman Kreuziger                              | Vladimir Karpec                              | Rein Taaramäe                                |
| 2010 | Simon Špilak                                 | Denis Men'šov                                | Michael Rogers                               |
| 2011 | Cadel Evans                                  | Tony Martin                                  | Aleksandr Vinokurov                          |
| 2012 | Bradley Wiggins                              | Andrew Talansky                              | Rui Costa                                    |
| 2013 | Chris Froome                                 | Simon Špilak                                 | Rui Costa                                    |
| 2014 | Chris Froome                                 | Simon Špilak                                 | Rui Costa                                    |
| 2015 | Il'nur Zakarin                               | Simon Špilak                                 | Chris Froome                                 |
| 2016 | Nairo Quintana                               | Thibaut Pinot                                | Ion Izagirre                                 |
| 2017 | Richie Porte                                 | Simon Yates                                  | Primož Roglič                                |
| 2018 | Primož Roglič                                | Egan Bernal                                  | Richie Porte                                 |
| 2019 | Primož Roglič                                | Rui Costa                                    | Geraint Thomas                               |
| 2020 | annullata a causa della pandemia di COVID-19 | annullata a causa della pandemia di COVID-19 | annullata a causa della pandemia di COVID-19 |
| 2021 | Geraint Thomas                               | Richie Porte                                 | Fausto Masnada                               |
| 2022 | Aleksandr Vlasov                             | Gino Mäder                                   | Simon Geschke                                |
| 2023 | Adam Yates                                   | Matteo Jorgenson                             | Damiano Caruso                               |
| 2024 | Carlos Rodríguez                             | Aleksandr Vlasov                             | Florian Lipowitz                             |
| 2025 | João Almeida                                 | Lenny Martinez                               | Jay Vine                                     |

## Statistiche

### Vittorie per nazione
Aggiornato all'edizione 2025.
| Pos. | Paese         | Vittorie |
| ---- | ------------- | -------- |
| 1    | Italia        | 13       |
| 2    | Svizzera      | 12       |
| 3    | Francia       | 10       |
| 4    | Belgio        | 6        |
| 5    | Paesi Bassi   | 5        |
| 5    | Gran Bretagna | 5        |
| 7    | Australia     | 4        |
| 8    | Irlanda       | 3        |
| 8    | Stati Uniti   | 3        |
| 8    | Slovenia      | 3        |
| 8    | Russia        | 3        |
| 8    | Spagna        | 3        |
| 13   | Colombia      | 2        |
| 13   | Svezia        | 2        |
| 15   | Germania      | 1        |
| 15   | Rep. Ceca     | 1        |
| 15   | Norvegia      | 1        |
| 15   | Portogallo    | 1        |